# Stojan Župljanin
Stojan Župljanin (en serbio cirílico: Стојан Жупљанин), nacido el 28 de septiembre de 1951 en Maslovare, una aldea del municipio de Kotor Varoš, en Bosnia y Herzegovina, es un antiguo comandante de policía serbobosnio, juzgado por el Tribunal Penal Internacional para la ex Yugoslavia por graves delitos entre los que se incluyen genocidio y crímenes de lesa humanidad, cometidos durante las guerras yugoslavas. 

## Biografía
Se graduó en la Facultad de Derecho de la Universidad de Sarajevo, y en 1975 comenzó una larga carrera en la Secretaría de Asuntos Internos en Banja Luka. Como comandante de la policía serbobosnia en esta ciudad, durante la guerra de Bosnia Župljanin ostentaba el control operacional sobre las fuerzas de policía responsables de los campos de detención donde miles de prisioneros fueron retenidos en condiciones inhumanas y muchos fueron asesinados. Župljanin también habría desempeñado un papel importante en la eliminación de las comunidades bosnia y bosniocroata de la Krajina, donde, durante 1992 fue miembro del comité de crisis. En 1994 se convirtió en asesor para asuntos internos del presidente de la República Srpska.

## Acusación y juicio
El 14 de marzo de 1999 fue acusado por el TPIY de los delitos de genocidio, crímenes de lesa humanidad, violaciones de las leyes y costumbres de guerra y graves violaciones de los Convenios de Ginebra.
En octubre de 2005, la casa de Župljanin fue asaltada por miembros de la policía y de la misión EUFOR de la Unión Europea, pero no se encontraba allí. Fue detenido el 11 de junio de 2008, a las afueras de Belgrado por la policía serbia, tras un operativo del BIA y extraditado el 21 de junio a La Haya para su procesamiento por el TPIY. Su caso fue instruido el 21 de julio de 2008, declarándose el acusado "no culpable" de todos los cargos. El juicio, junto con el del antiguo Ministro serbio de Asuntos Internos, Mičo Stanisić comenzó el 14 de septiembre de 2009.
El 27 de marzo de 2013 cue condenado por crímenes contra la humanidad y sentenciado a 22 años de prisión.